# 埼玉県道35号川口上尾線

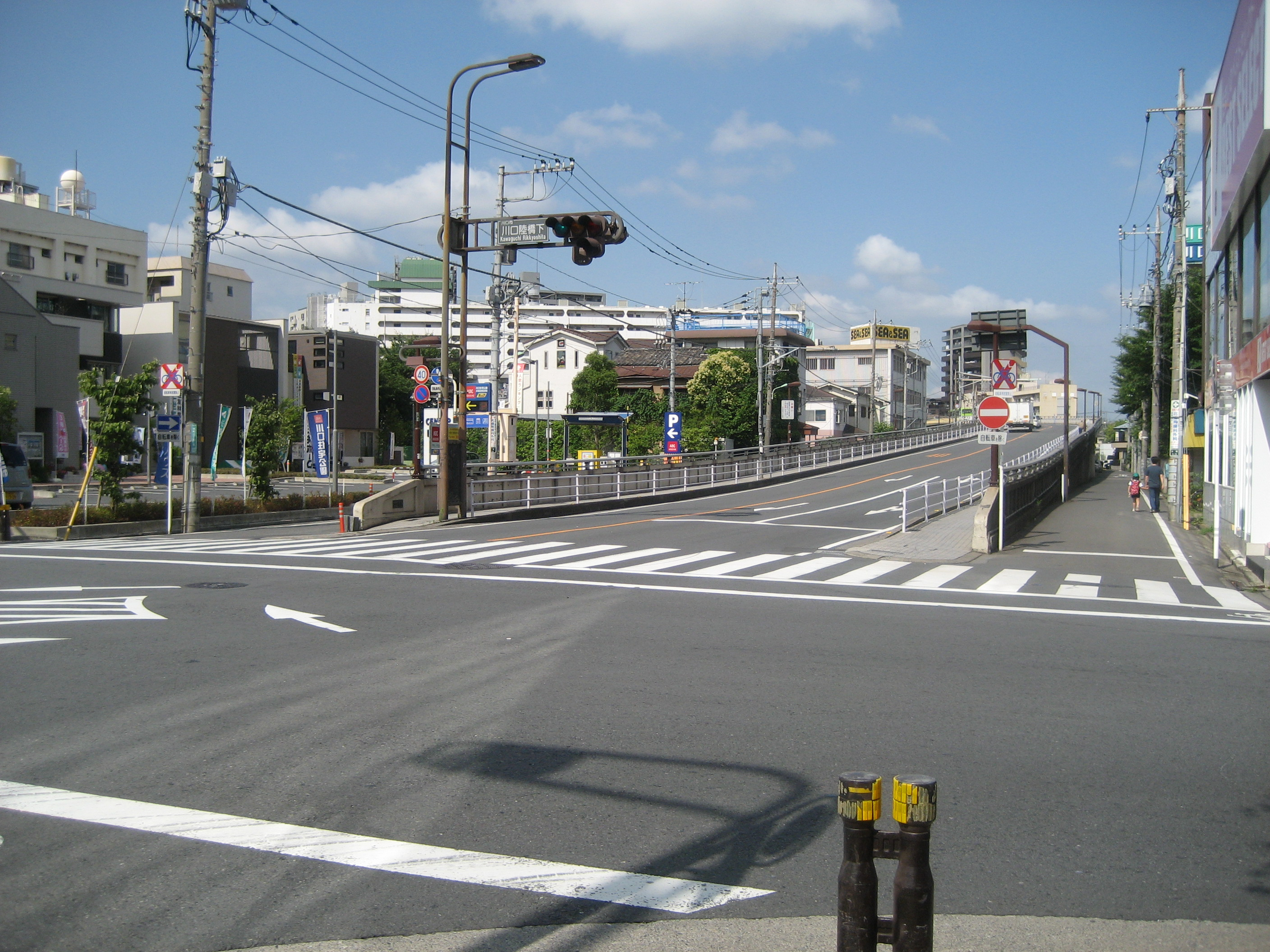
川口市川口陸橋下交差点

埼玉県道35号川口上尾線（さいたまけんどう35ごう かわぐちあげおせん）は、埼玉県川口市よりさいたま市を縦断し埼玉県上尾市に至る県道（主要地方道）である。埼玉県道89号川口停車場線（「本町大通り」とも呼ばれる）および同線と本路線を結ぶ川口市道とともに「産業道路」と呼ばれている。
都市計画道路としての名称は、川口市栄町三丁目から蕨市内を経て川口市大字芝までが大宮川口線、さいたま市南区大字太田窪から同市北区吉野町二丁目までが産業道路、上尾市内が上尾川口線であるが、さいたま市大宮区天沼町二丁目から同区高鼻町二丁目までの現道は天沼高鼻線という名称である。

## 概要
国道122号（岩槻街道）から国道17号（中山道）への短絡路線であるとともに、沿線自治体にとっての主要幹線道路でもある。都市計画道路としては川口市北部の一部区間（東京外環自動車道付近、約2,400 m）とさいたま市南区大字太田窪から同市大宮区堀の内町二丁目にかけての区間が4車線で計画されているが、現状はほとんどの区間に渡って片側1車線の決して広くない道路であるため、全線に渡って朝夕の渋滞が慢性化している。川口市内では中央線付近が広く取られ実質3車線となっており、前述の川口市北部の一部区間とさいたま新都心付近では4車線になっている。
さいたま市南区太田窪二丁目から緑区太田窪一丁目までの原山工区と、緑区太田窪一丁目から浦和区駒場一丁目までの原山2工区では、都市計画道路産業道路としての整備（4車線化）が進められている。これらの区間は、田島大牧線（日の出通りなど）、道場三室線（国道463号越谷浦和バイパス、埼玉県道57号さいたま鴻巣線バイパス）、国道17号新大宮バイパスとともに、浦和駅周辺を環状に結ぶ4車線道路の一部となる。また、同市大宮区内においては、都市計画道路産業道路は現道（天沼高鼻線）の東側を通るバイパスとして計画されており、大原六丁目から天沼町二丁目までの天沼工区と天沼町一丁目の天沼2工区で整備が進められている。現道では、大宮区東町一丁目および二丁目の東町交差点付近で、右折レーンの設置を含む改良事業が行われている。
現国道17号の交通量が増大していたことから、そのバイパス道路として1941年（昭和16年）度に着工した。太平洋戦争の激化により工事は中断したため、開通は1962年（昭和37年）4月になった。
- 起点：埼玉県川口市幸町 川口陸橋下交差点（埼玉県道68号練馬川口線交点）
- 終点：埼玉県上尾市日の出 日の出交差点（国道17号交点）

## 路線状況

### 通過する自治体
- 埼玉県
  - 川口市
  - 蕨市
  - さいたま市
    - 南区
    - 緑区
    - 浦和区
    - 大宮区
    - 北区

  - 上尾市

### 交差する道路
| 交差する道路                                        | 交差する道路                          | 交差点名       | 所在地     | 所在地 |
| --------------------------------------------------- | ------------------------------------- | -------------- | ---------- | ------ |
| 埼玉県道68号練馬川口線（オリンピック道路）          |                                       | 川口陸橋下     | 川口市     | 川口市 |
| 埼玉県道111号蕨桜町線                               | 埼玉県道111号蕨桜町線                 | 蕨駅入口       | 川口市     | 川口市 |
| 埼玉県道235号大間木蕨線                             | 埼玉県道235号大間木蕨線               | 芝宮根         | 川口市     | 川口市 |
| 国道298号                                           | 国道298号                             | 芝支所         | 川口市     | 川口市 |
| （南陸橋通り）                                      | （南浦和越谷線）                      | 芝坂下         | 川口市     | 川口市 |
|                                                     | 埼玉県道34号さいたま草加線            | 二十三夜       | さいたま市 | 南区   |
| 埼玉県道34号さいたま草加線（南大通り）              |                                       | 南浦和駅入口   | さいたま市 | 南区   |
| 国道463号                                           | 国道463号                             | 原山           | さいたま市 | 緑区   |
| 国道463号（越谷浦和バイパス）                       | 国道463号（越谷浦和バイパス）         | 駒場運動公園   | さいたま市 | 緑区   |
| 埼玉県道65号さいたま幸手線                          | 埼玉県道65号さいたま幸手線            | 領家           | さいたま市 | 浦和区 |
| 埼玉県道120号上木崎与野停車場線                     | 埼玉県道1号さいたま川口線             | 上木崎四丁目   | さいたま市 | 浦和区 |
| 埼玉県道159号さいたま北袋線（赤山東線）             |                                       | 北袋町二丁目   | さいたま市 | 大宮区 |
| 埼玉県道56号さいたまふじみ野所沢線 （東西中央幹線） | 首都高速埼玉新都心線 （新都心出入口） | 北袋町         | さいたま市 | 大宮区 |
| （南大通東線）                                      |                                       | 浅間町         | さいたま市 | 大宮区 |
| 埼玉県道214号新方須賀さいたま線                     | 埼玉県道214号新方須賀さいたま線       | 東町           | さいたま市 | 大宮区 |
| 埼玉県道2号さいたま春日部線                         | 埼玉県道2号さいたま春日部線           | 堀の内         | さいたま市 | 大宮区 |
| -                                                   | （大和田公園通り）                    | 大和田公園入口 | さいたま市 | 大宮区 |
| （市民の森通り）                                    | （市民の森通り）                      | 土呂駅入口     | さいたま市 | 北区   |
| （宮原駅前通り）                                    |                                       | 宮原駅東       | さいたま市 | 北区   |
| 国道16号（東大宮バイパス）                          | 国道16号（東大宮バイパス）            | 吉野東         | さいたま市 | 北区   |
| （しらかば通り）                                    | （しらかば通り）                      | 工業団地北     | さいたま市 | 北区   |
| 国道17号                                            | 国道17号                              | 日の出         | 上尾市     | 上尾市 |

### 重複区間
- 埼玉県道34号さいたま草加線（さいたま市南区太田窪 二十三夜交差点 - 南浦和駅入口交差点）

### 交差する鉄道・高速道路・河川
- 東京外環自動車道
- 藤右衛門川
- 武蔵野線
- 首都高速埼玉新都心線
- 東武野田線（東武アーバンパークライン）
- 東北本線（宇都宮線）
- 東北新幹線・ 上越新幹線、 埼玉新都市交通伊奈線（ニューシャトル）

### 沿道施設
| 施設                             | 所在地     | 所在地 |
| -------------------------------- | ---------- | ------ |
| 川口市立幸町小学校               | 川口市     | 川口市 |
| リボンシティ（アリオ川口）       | 川口市     | 川口市 |
| 川口市立並木小学校               | 川口市     | 川口市 |
| 川口青木郵便局                   | 川口市     | 川口市 |
| 川口市立幸並中学校               | 川口市     | 川口市 |
| 川口警察署                       | 川口市     | 川口市 |
| 斉藤記念病院                     | 川口市     | 川口市 |
| 青木町公園                       | 川口市     | 川口市 |
| 益子病院                         | 川口市     | 川口市 |
| 埼玉県立川口工業高等学校         | 川口市     | 川口市 |
| 川口市消防局・北消防署           | 川口市     | 川口市 |
| 川口市立芝南小学校               | 川口市     | 川口市 |
| 川口市芝スポーツセンター         | 川口市     | 川口市 |
| 川口市役所芝支所                 | 川口市     | 川口市 |
| 川口市芝市民ホール               | 川口市     | 川口市 |
| 川口市立芝中学校                 | 川口市     | 川口市 |
| 芝グランドボール                 | 川口市     | 川口市 |
| 芝バッティングドーム             | 川口市     | 川口市 |
| 西友川口芝店                     | 川口市     | 川口市 |
| 武南高等学校                     | 蕨市       | 蕨市   |
| 蕨市立塚越小学校                 | 蕨市       | 蕨市   |
| さいたま市立善前小学校           | さいたま市 | 南区   |
| ジョナサン太田窪店               | さいたま市 | 南区   |
| 埼玉トヨペット浦和支店           | さいたま市 | 南区   |
| 立正佼成会浦和教会               | さいたま市 | 南区   |
| さいたま市立谷田小学校           | さいたま市 | 南区   |
| さいたま市南区役所谷田支所       | さいたま市 | 南区   |
| 浦和競馬場                       | さいたま市 | 南区   |
| さいたま市立原山小学校           | さいたま市 | 緑区   |
| さいたま市立原山中学校           | さいたま市 | 緑区   |
| さいたま市駒場スタジアム         | さいたま市 | 浦和区 |
| 駒場運動公園                     | さいたま市 | 浦和区 |
| さいたま市青少年宇宙科学館       | さいたま市 | 浦和区 |
| 浦和駒場体育館                   | さいたま市 | 浦和区 |
| さいたま市立浦和中学校・高等学校 | さいたま市 | 浦和区 |
| さいたま市営浦和球場             | さいたま市 | 浦和区 |
| さいたま市立本太中学校           | さいたま市 | 浦和区 |
| 埼玉県社会保険診療報酬支払基金   | さいたま市 | 浦和区 |
| 浦和警察署領家交番               | さいたま市 | 浦和区 |
| 埼玉県立浦和高等学校             | さいたま市 | 浦和区 |
| さいたま市立木崎小学校           | さいたま市 | 浦和区 |
| 浦和警察署上木崎交番             | さいたま市 | 浦和区 |
| さいたま市立針ヶ谷小学校         | さいたま市 | 浦和区 |
| 大宮警察署                       | さいたま市 | 大宮区 |
| 造幣局さいたま支局               | さいたま市 | 大宮区 |
| さいたま新都心                   | さいたま市 | 大宮区 |
| コクーンシティ                   | さいたま市 | 大宮区 |
| さいたま市立大宮南中学校         | さいたま市 | 大宮区 |
| 埼玉県立大宮高等学校             | さいたま市 | 大宮区 |
| さいたま市立大宮東中学校         | さいたま市 | 大宮区 |
| さいたま市立大宮東小学校         | さいたま市 | 大宮区 |
| 顕正会本部                       | さいたま市 | 大宮区 |
| 大宮公園                         | さいたま市 | 大宮区 |
| さいたま市大宮公園サッカー場     | さいたま市 | 大宮区 |
| 埼玉県営大宮球場                 | さいたま市 | 大宮区 |
| 大宮競輪場                       | さいたま市 | 大宮区 |
| 大宮第二公園                     | さいたま市 | 大宮区 |
| 大宮警察署寿能町交番             | さいたま市 | 大宮区 |
| 県営寿能町住宅                   | さいたま市 | 大宮区 |
| さいたま市立大宮北中学校         | さいたま市 | 大宮区 |
| 東武野田線大宮公園駅             | さいたま市 | 大宮区 |
| 大宮盆栽村                       | さいたま市 | 北区   |
| さいたま市大宮盆栽美術館         | さいたま市 | 北区   |
| 市民の森・見沼グリーンセンター   | さいたま市 | 北区   |
| JR宇都宮線土呂駅                 | さいたま市 | 北区   |
| 埼玉県立大宮工業高等学校         | さいたま市 | 北区   |
| 埼玉新都市交通今羽駅             | さいたま市 | 北区   |
| 大宮警察署吉野町交番             | さいたま市 | 北区   |
| 吉野原工業団地                   | さいたま市 | 北区   |
| 大宮総合食品卸売市場             | さいたま市 | 北区   |
| さいたま水上公園                 | 上尾市     | 上尾市 |

## ギャラリー

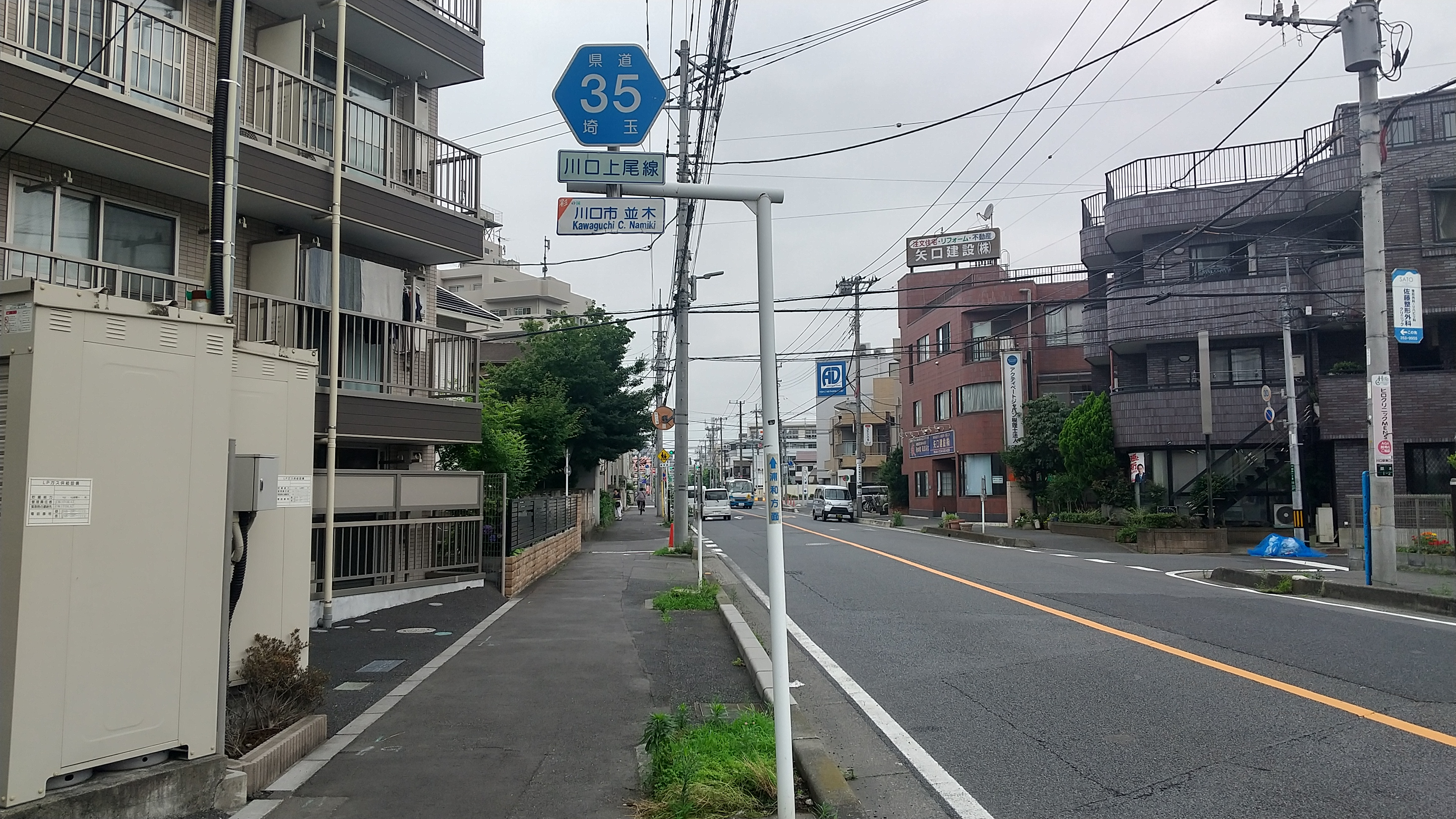
川口市並木付近
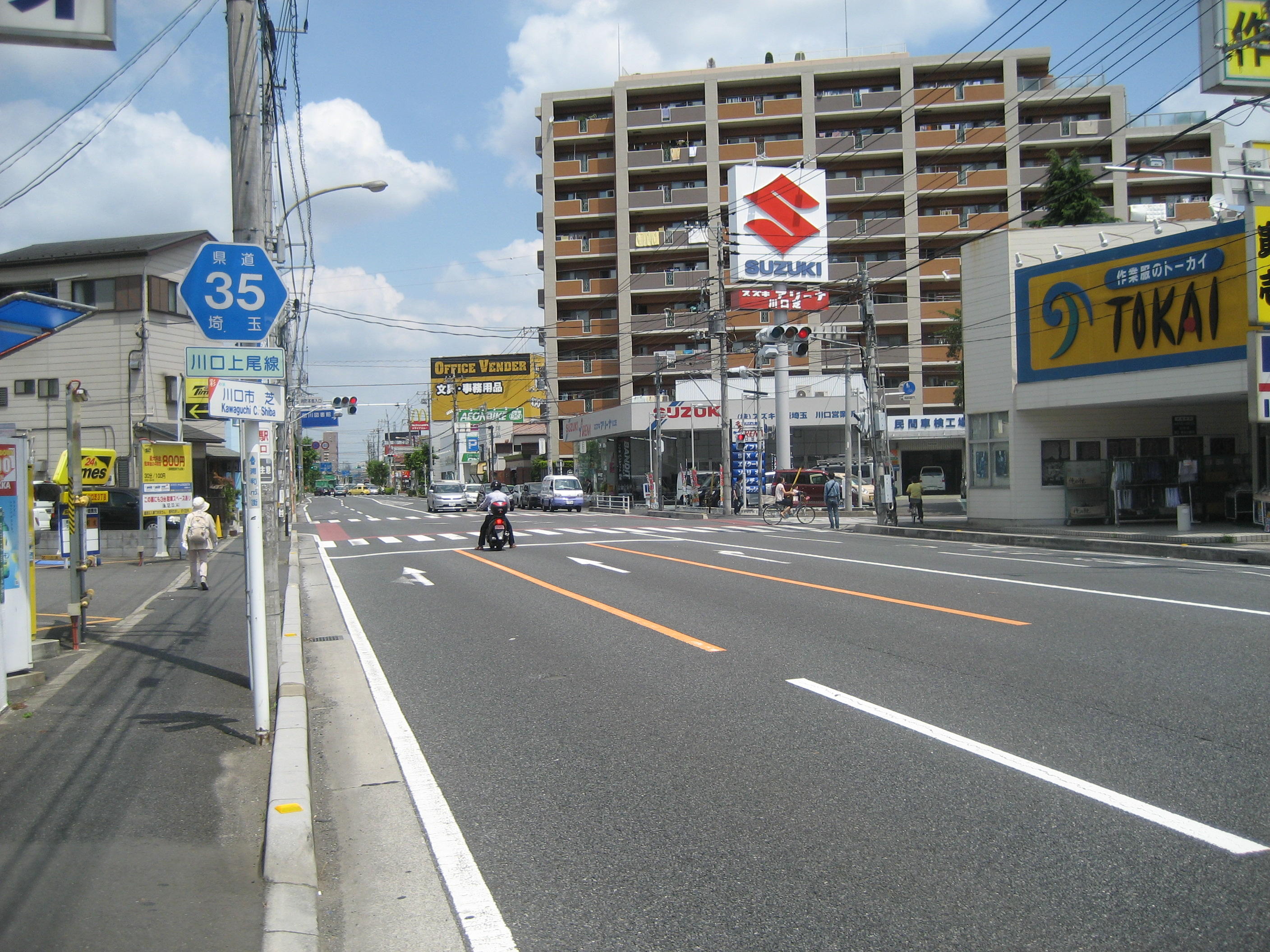
川口市芝付近
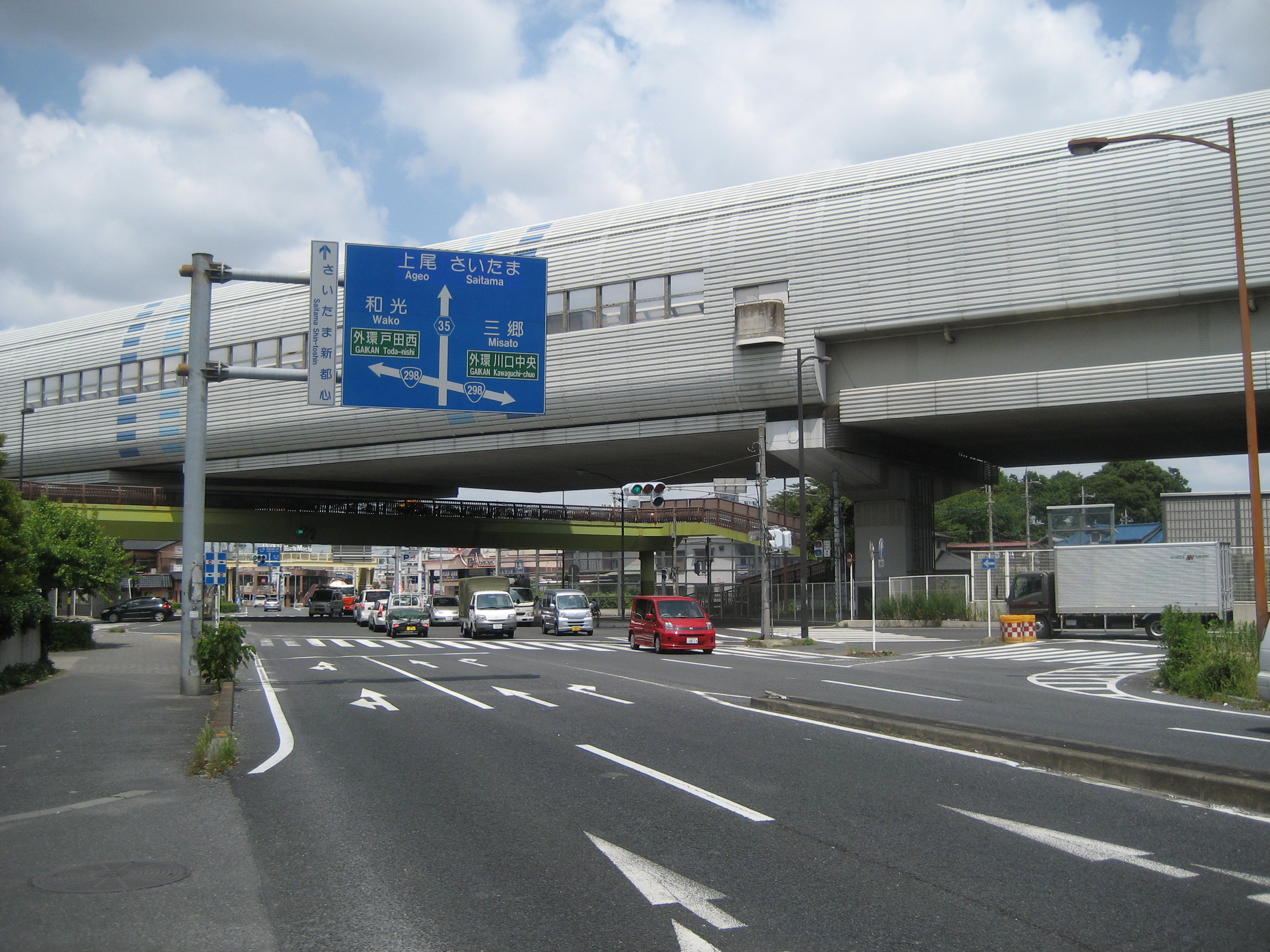
川口市芝支所交差点付近
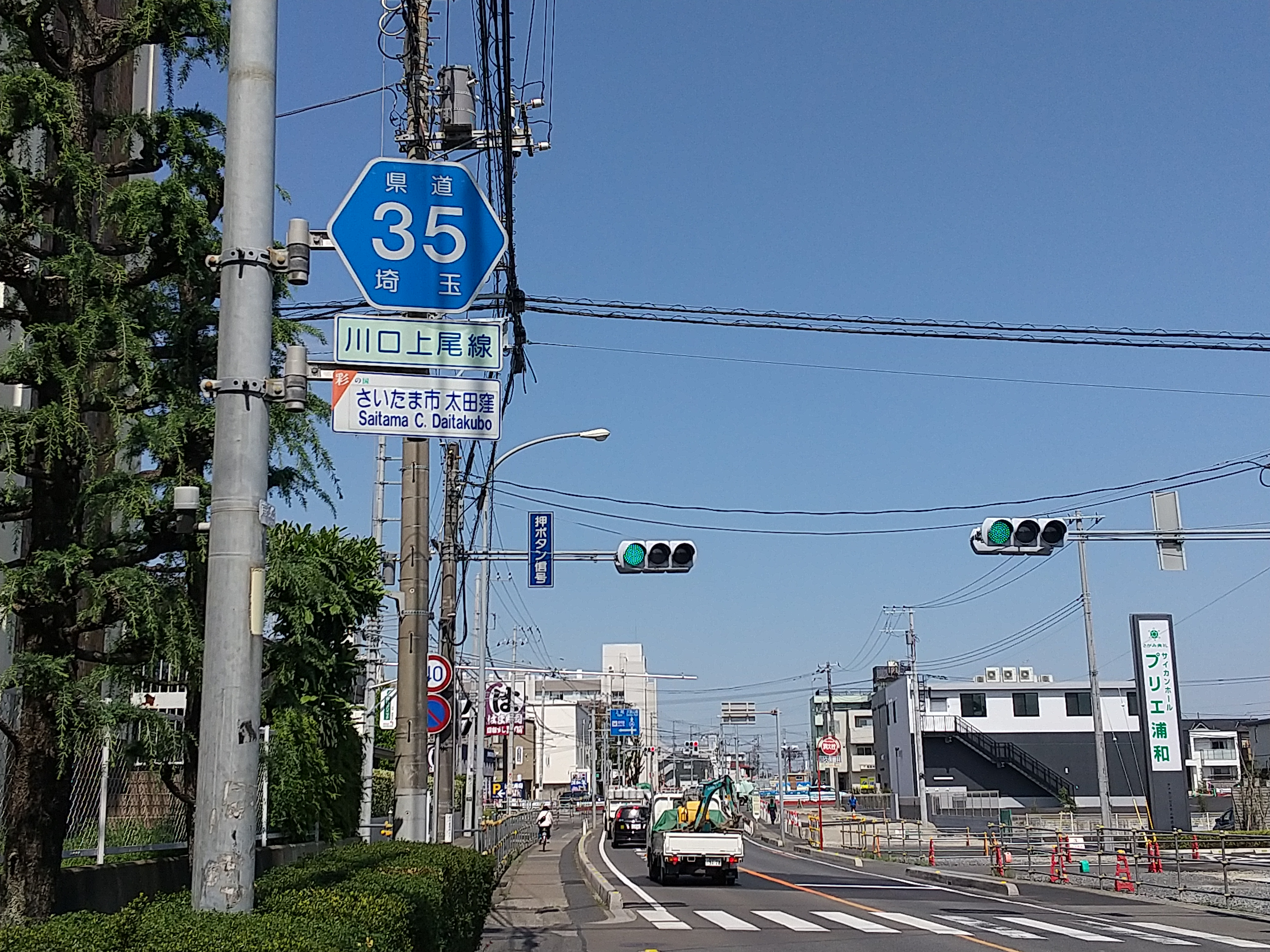
さいたま市緑区太田窪付近
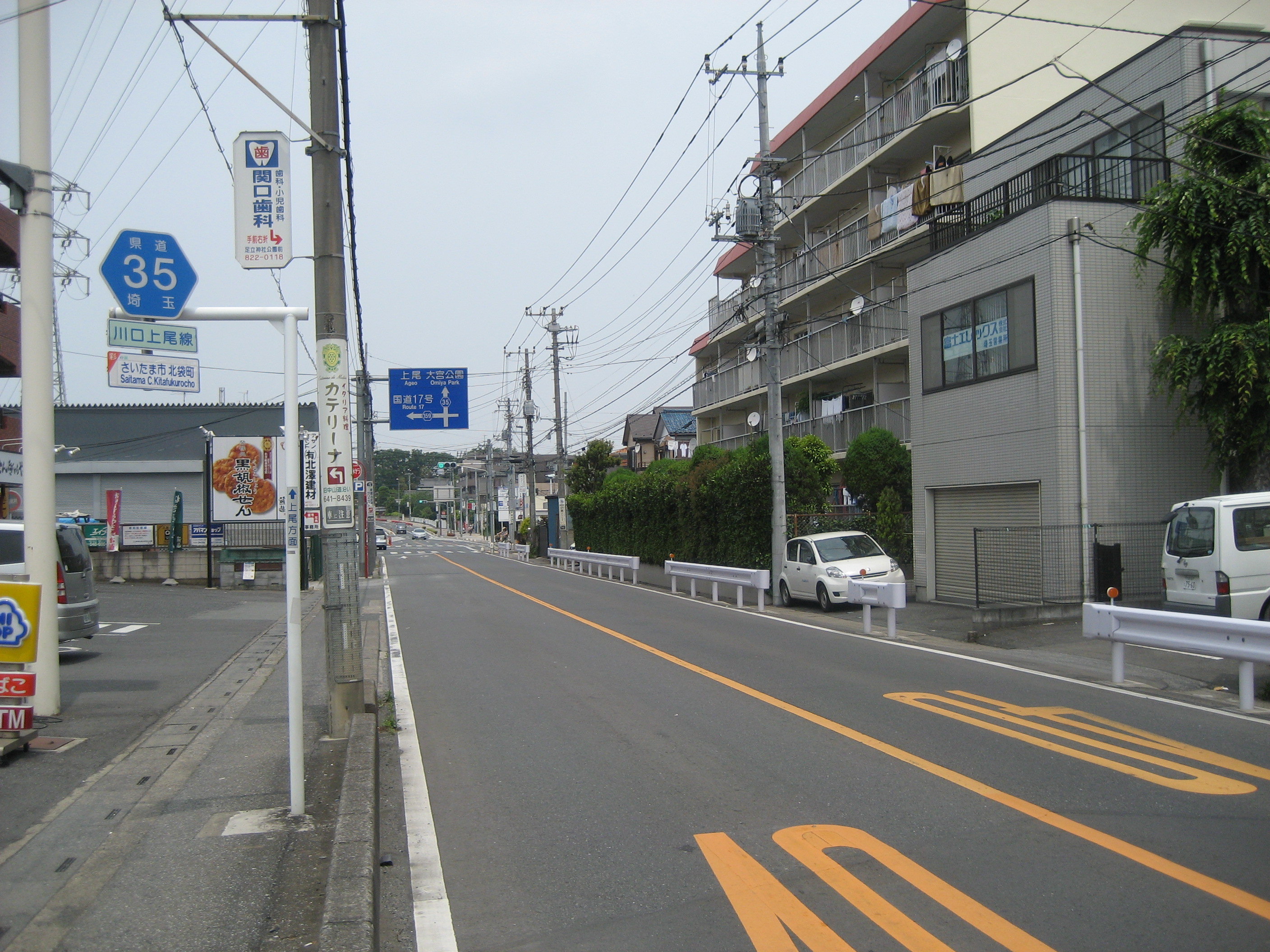
さいたま市大宮区北袋町付近
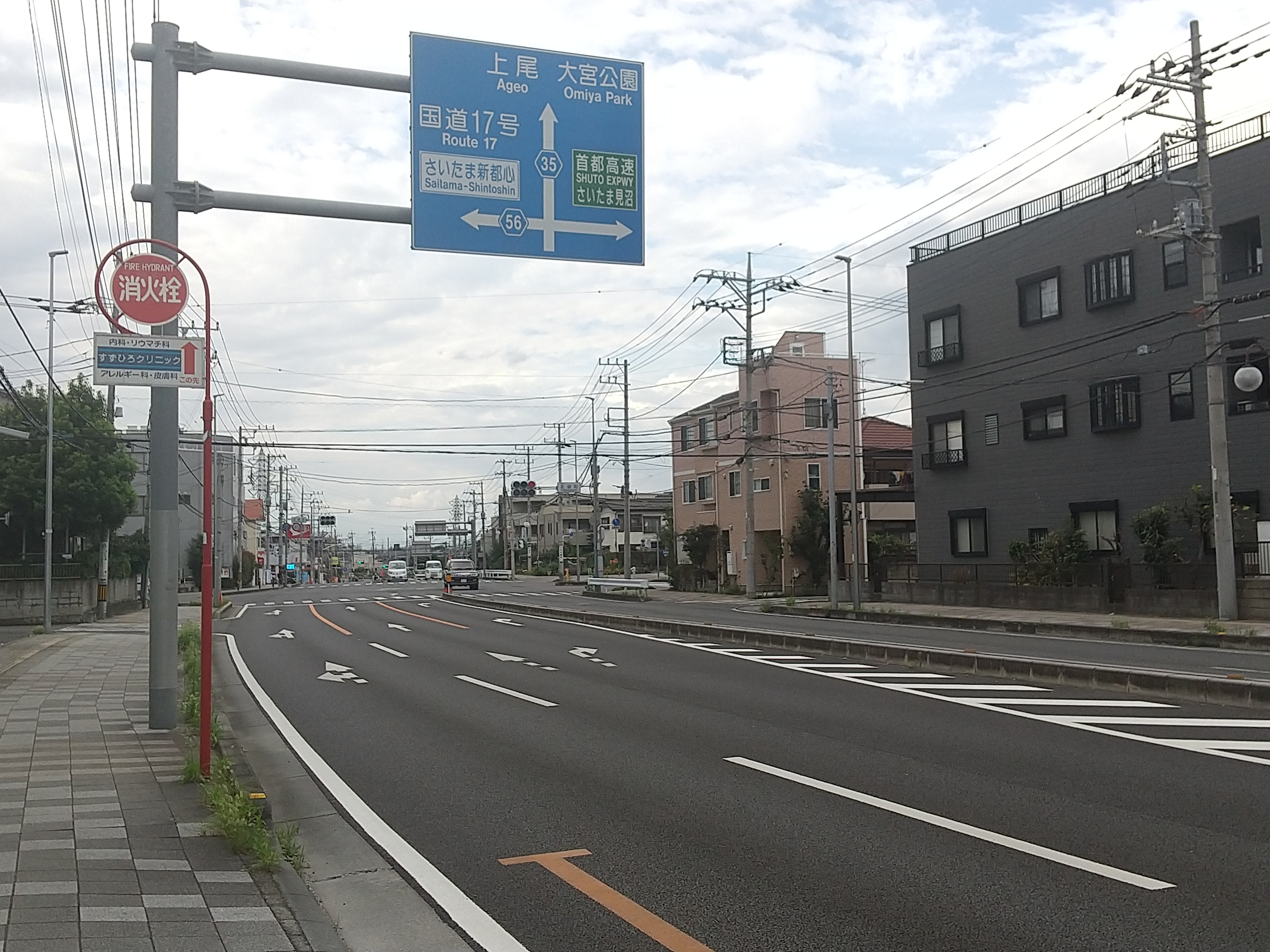
さいたま市大宮区北袋町交差点付近
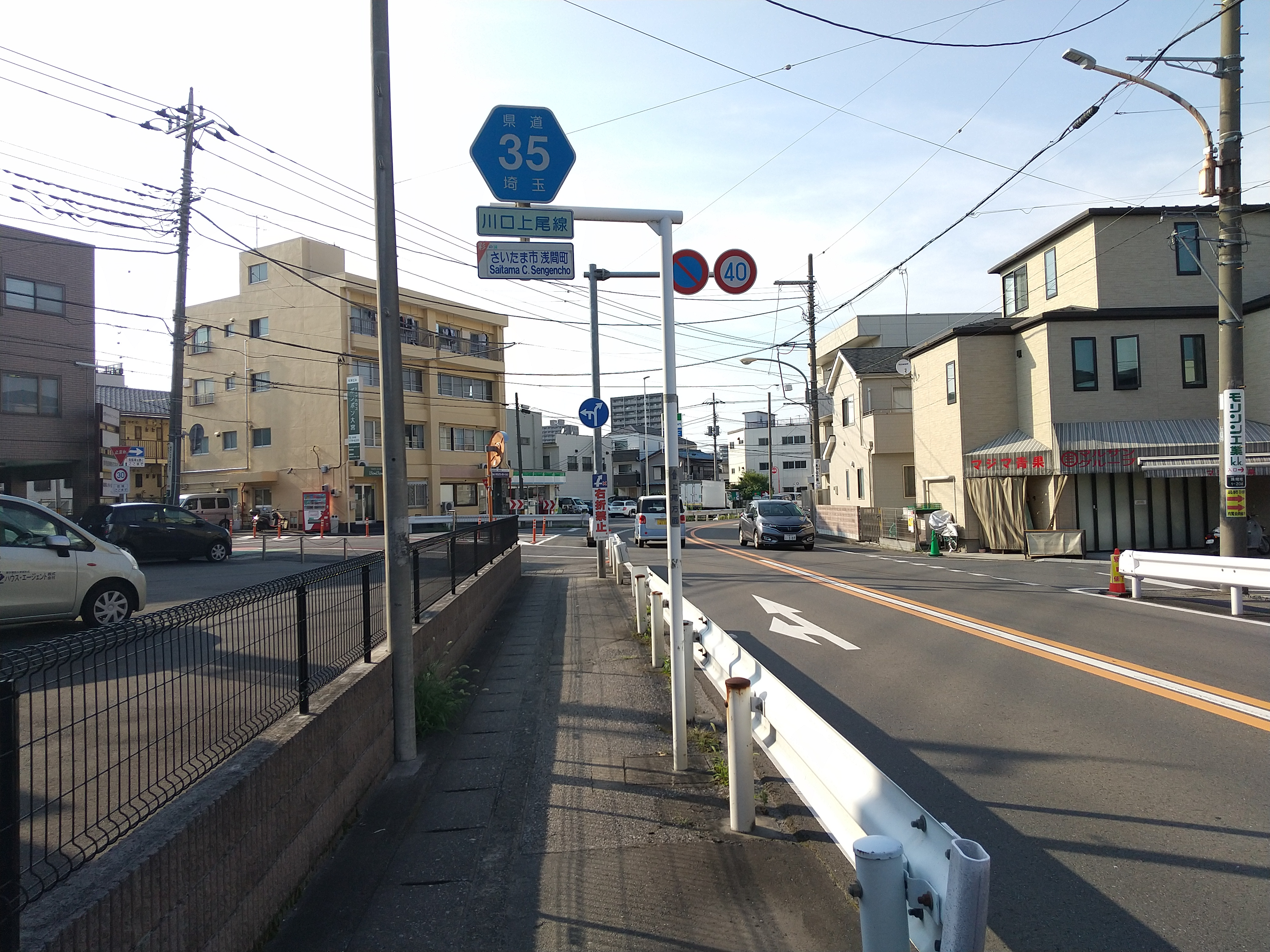
さいたま市大宮区浅間町付近
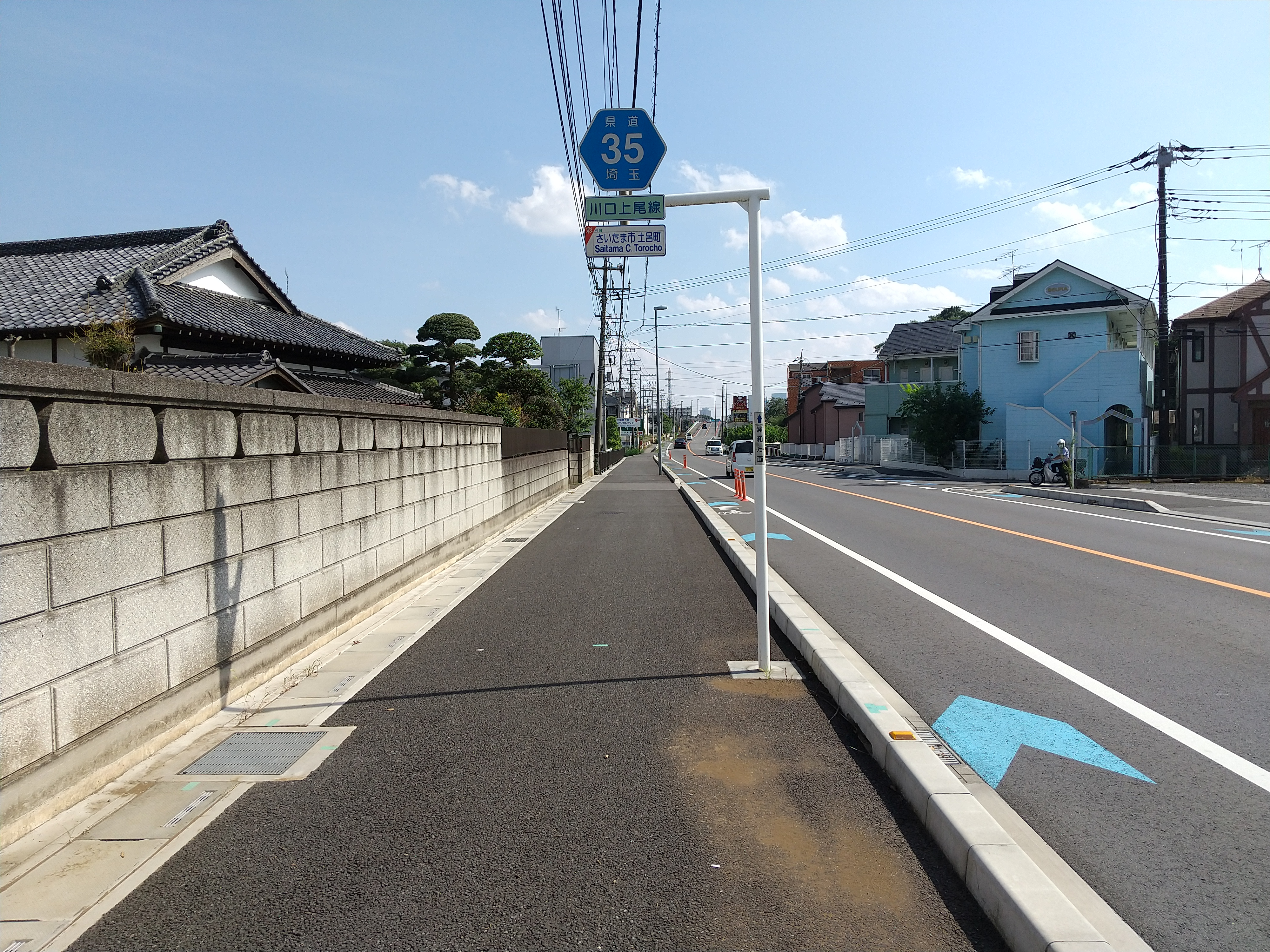
さいたま市北区土呂町付近
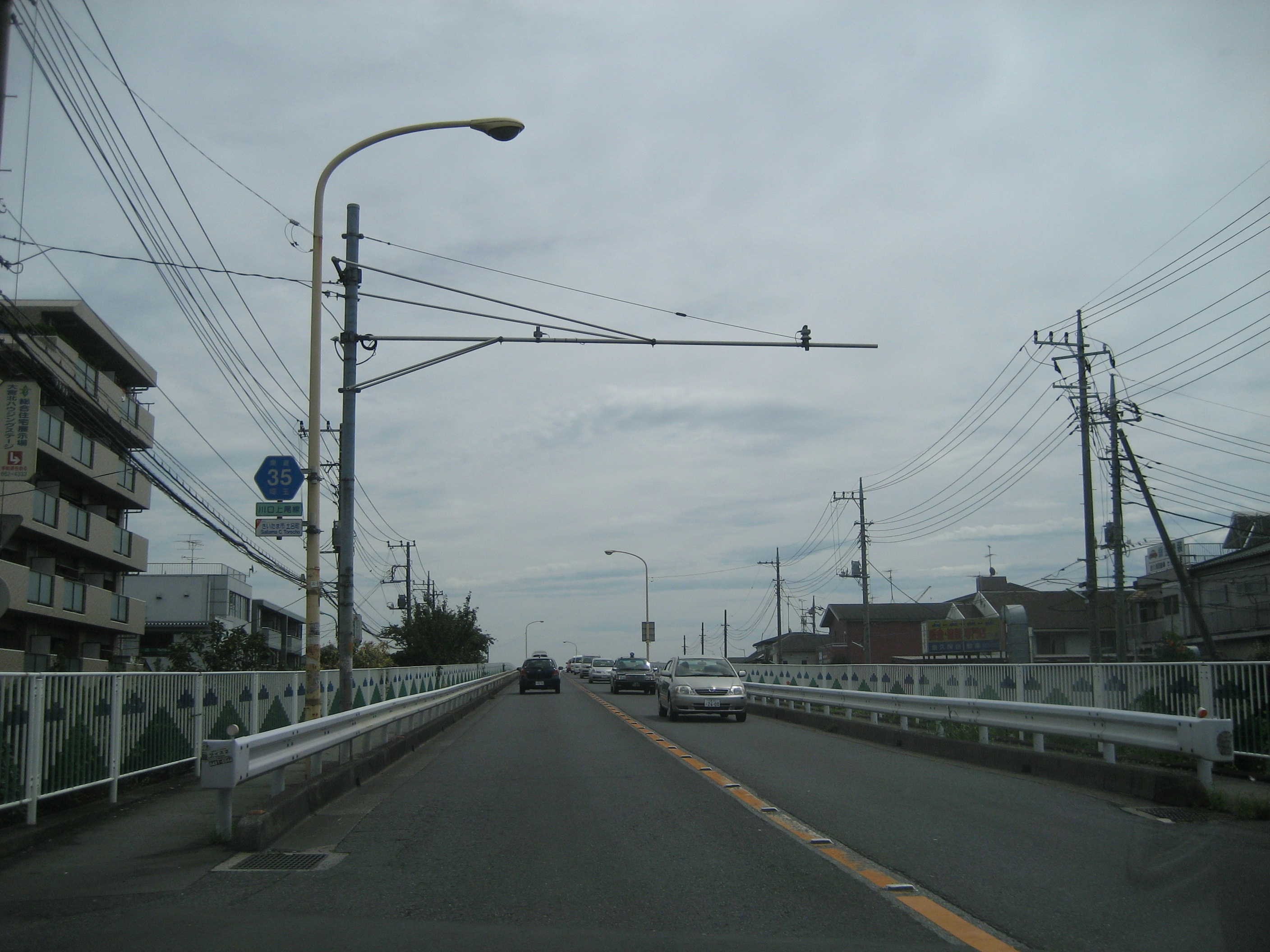
さいたま市北区土呂町の神明橋付近
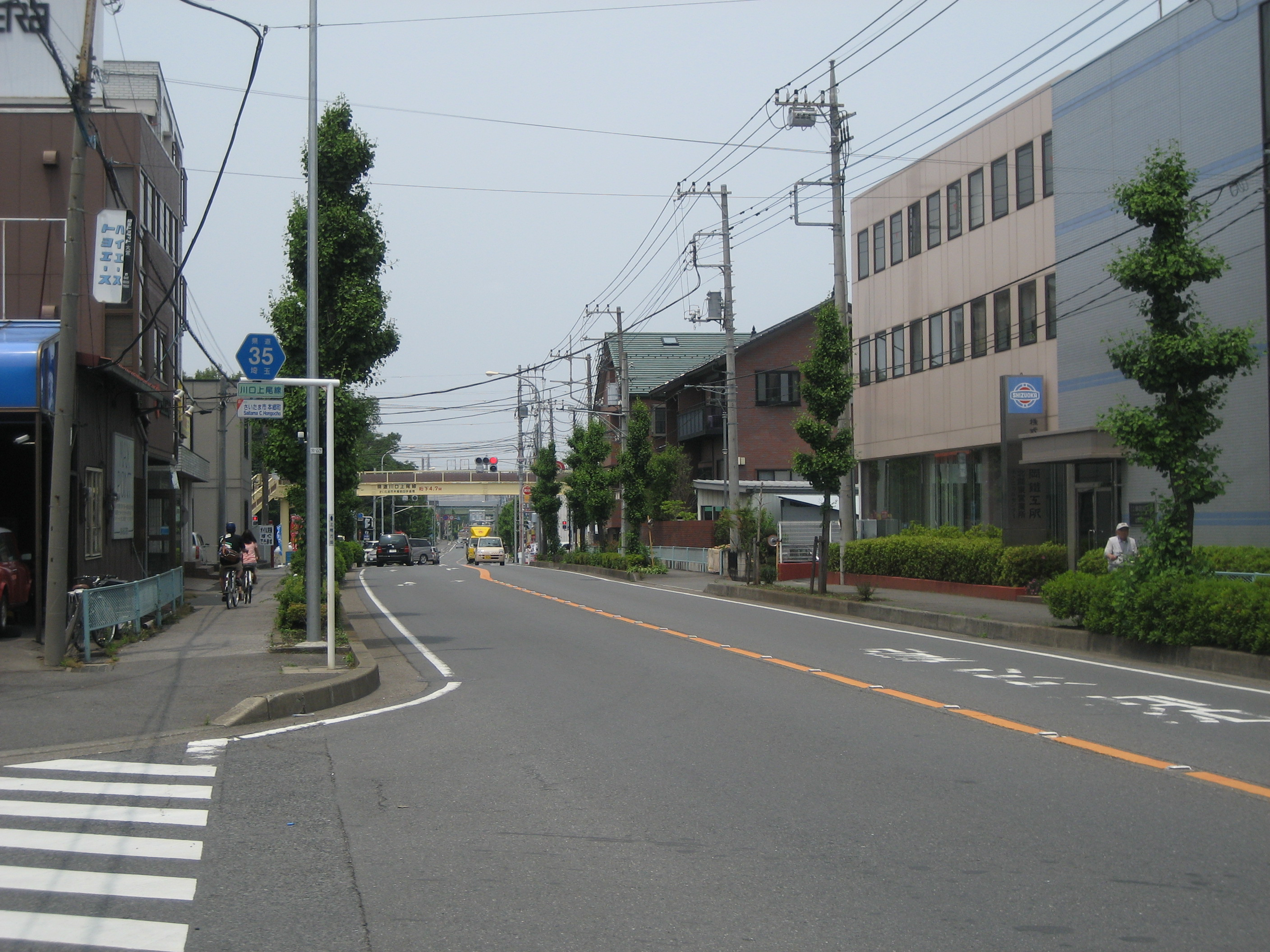
さいたま市北区吉野町付近